# Horaia montana
Horaia montana är en tvåvingeart som beskrevs av Tonnoir 1930. Horaia montana ingår i släktet Horaia och familjen Blephariceridae. Inga underarter finns listade i Catalogue of Life.